# Kuma (stjärna)
Kuma eller Ny Draconis (ν Draconis, förkortat Ny Dra, ν Dra) som är stjärnans Bayerbeteckning, är en dubbelstjärna belägen i södra delen av stjärnbilden Draken. Primärstjärnans följeslagare är i sig är en spektroskopisk dubbelstjärna. Den har en skenbar magnitud på +4,88 och är väl synlig för blotta ögat. Baserat på parallaxmätning inom Hipparcosuppdraget på ca 33 mas, beräknas den befinna sig på ett avstånd av 99 ljusår (30 parsek) från solen.

## Nomenklatur
Kuma, tillsammans med β Dra (Rastaban), γ Dra (Eltanin), μ Dra (Erakis) och ξ Dra (Grumium) var Al'Awāïd, "Kamelstona", som senare kallades Quinque Dromedarii.

## Egenskaper
Primärstjärnan är en blå stjärna i huvudserien av spektralklass A6 V. Den har en massa som är 1,7  gånger större än solens och en radie som är omkring dubbelt så stor som solens radie. Den utsänder från sin yttre atmosfär 9 gånger mer energi än solen vid en effektiv temperatur på 7 058 K. 